# История раннего христианства
История раннего христианства — период от зарождения христианства среди многочисленных иудейских сект около 30-х годов I века н. э. в Палестине и до Первого Вселенского собора в Никее в 325 году.
За 300 лет христианство превратилось в доминирующую религию в Римской империи и стало важнейшим фактором формирования средневековой европейской цивилизации.
Эта тема включает в себя языческий и иудейский религиозный и философский контекст раннего христианства, деятельность Иисуса Христа и апостолов, христианство на рубеже I—II веков, взаимоотношения с римским государством и обществом, развитие вероучения во II—III веках и в итоге признание христианства при императоре Константине.
История раннего христианства — это в первую очередь история идей, а не людей, государств или народов, поэтому она оставляет большое пространство для интерпретаций.

## Возникновение христианства

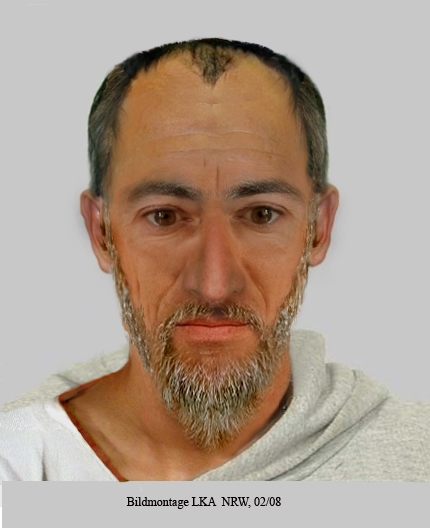
Составной портрет апостола Павла, созданный экспертами Управления криминальной полиции Северного Рейна-Вестфалии с использованием исторических источников, предложенных дюссельдорфским историком Хеземан, Михаэль

Христианство исторически возникло в религиозном контексте иудаизма времён Второго храма, сам Иисус и его непосредственные последователи (апостолы) были по рождению и воспитанию иудеями; многие евреи, а также греки и римляне воспринимали их в качестве одной из многочисленных существовавших в то время иудейских сект.
Источниками современных знаний об этом периоде являются сочинения авторов иудейской традиции (Филона Александрийского, Иосифа Флавия и кумранских текстов), а также римских историков и критиков новой религии (Тацит, Цельс, Порфирий). Как утверждает Андрей Десницкий, римские историки практически не описывают события периода зарождения христианства, поскольку на данном этапе эти события не влияли на жизнь империи. Христиане начинают упоминаться в исторических документах конца I — начала II веков.
В иудаизме кроме официального религиозного служения в Храме важную роль также играли пророки, претендующие на то, что они передают Божественное откровение от Бога, как и Моисей, который непосредственно общался с Богом у неопалимой купины и на вершине Синая. В иудаизме периода Второго храма авторитет библейских пророков был очень высоким, и зарождение христианства многие исследователи связывают с направлением в иудаизме, для которого важное значение имели мессианские библейские пророчества и сверхъестественные проявления харизмы религиозных проповедников (пророков) . Еврейский мессианизм предсказывал приход «помазанного» лидера из Дома Давида, чтобы восстановить Божье правление в Израиле (Царствие Божие) вместо иноземных правителей того времени. Геза Вермеш указывает на ряд таких фигур последних веков ветхозаветной эпохи и в период появления Христа (100 год до н. э. — 100 год н. э.) Иоанн Креститель был одним из таких пророков и Иисус рассматривался в качестве его последователя. Учёные считают вероятной связь Иоанна с кумранской общиной, которая рассматривается в качестве одной из предшественниц первых христианских общин.
В том, что касается самого Иисуса, то его историчность является предметом многочисленных дискуссий. Большинство историков сходится во мнении, что по крайней мере два эпизода его жизни, крещение его Иоанном Крестителем и распятие Понтием Пилатом, являются историческими. Относительно других эпизодов среди исследователей нет консенсуса и они рассматриваются в той или иной степени легендарными. Неполнота источников не позволяет полноценно установить подробности жизни Иисуса, однако даёт возможность реконструкции существования раннехристианских общин. При этом следует учитывать, что информация эта в основном написана самими христианами.
После крещения Иисус проповедовал, по разным источникам, от года до трёх лет в основном в Галилее в мелких городках и рыбацких посёлках в окрестностях Тибериады. После появления в Иерусалиме он был осуждён там сначала религиозным судом синедриона, а затем приговорён к распятию римским прокуратором Понтием Пилатом.
Первые последователи Иисуса утверждали, что на третий день после его смерти Иисус воскрес из мёртвых и на протяжении сорока дней являлся своим ученикам. Воскресение Иисуса в христианстве дало толчок к проведению активной миссионерской деятельности, распятие и воскресение Иисуса при этом рассматривалось как исполнение библейских пророчеств о Мессии.

## Апостольский век
Традиционно период от смерти Иисуса до смерти последнего из двенадцати апостолов называется «Апостольским веком», в честь миссионерской деятельности апостолов.
Апостол Павел был фарисеем, который преследовал первых еврейских христиан. Он принял учение Христа примерно в 33—36 годах и начал проповедовать среди язычников, что вызвало непонимание и возмущение в иудейской среде. В Иерусалиме существовала раннехристианская община, которую возглавляли Иаков, Пётр и Иоанн.
Важным событием времён апостолов был собор в Иерусалиме, на котором рассматривался вопрос о необходимости обрезания для обращённых в христианство язычников и необходимость соблюдения ими всех заповедей иудаизма. Принятое на соборе в 50 году решение о том, что на уверовавших язычников эти требования не распространяются, стало одним из первых шагов для выделения христианства из иудаизма в отдельную религию.
Апостолы продолжали распространять новую религию по языческому миру и основывали церкви в городах Римской империи, а согласно христианской традиции, и в некоторых соседних странах. Позже апостолы Пётр и Павел были замучены в Риме, столице Римской империи, согласно христианским преданиям остальные апостолы тоже в разное время были убиты за проповедь христианства. Последним апостолом был Иоанн, умерший примерно в 100 году.
Согласно книге Деяния святых апостолов (11:26), термин «христианин» (Χριστιανός) впервые был использован по отношению к ученикам Иисуса, что означает «последователи Христа», в городе Антиохии нееврейскими жителями этого города. Самое раннее известное использование термина «христианство» (Χριστιανισμός) принадлежит Игнатию Антиохийскому и относится примерно к 100 году н. э.

## Доникейский период
Во II и III веках оформилось отмежевание христианства от своих иудейских истоков, христианство и иудаизм начали восприниматься уже как различные религии (в отличие от восприятия христианства в качестве иудейской секты). К концу II века наблюдается явное неприятие тогдашнего иудаизма и еврейской культуры, что сопровождается растущим объёмом антииудейской литературы; иудеохристианство стало считаться ересью. В частности в «Послании Варнавы» утверждается, что евреи не ищут подлинный духовный смысл Закона и трактуют его буквально. Разрыв с богословской традицией иудаизма часть авторов рассматривают как победу учения Павла в христианском богословии, при этом некоторые исследователи считают учение апостола Павла чем-то существенно отличным от первоначального христианства (см. паулианство), но эта точка зрения отвергается в ортодоксальном христианском богословии.
Доникейский период был очень разнообразным. Многие вариации этой эпохи не поддаются чёткой классификации, поскольку различные формы христианства взаимодействовали по-разному. Одним из вариантов была протоортодоксия, которая стала международной «Великой Церковью» под патронажем апостольских мужей. Это была богословская традиция Павла, которая придавала большое значение смерти Иисуса как спасению человечества и описывала Иисуса как Бога, пришедшего на Землю. Достаточно распространённым в то время было гностическое христианство, которое фактически являлось синкретическим учением, сочетавшим идеи христианства с философскими идеями. В гностицизме придавалось большое значение мудрости Иисуса, которого описывали чаще всего как человека, ставшего божественным через знание.
В I веке иудейская христианская церковь была сосредоточена в Иерусалиме, но во II веке христианство в среде язычников стало децентрализованным. В этот период проводились различные местные и провинциальные соборы древних церквей, решения которых встречали разную степень принятия различными христианскими группами. Основными фигурами II века, которые позже были объявлены развивающейся протоортодоксией еретиками, были Маркион, Валентин и Монтан.
От своего возникновения до легализации при Константине Великом христианство не имело официального статуса в Римской империи. По мере распространения христианства началась эпоха гонений и в то же время открытого распространения христианства до признания его равноправной религией Константином; эта эпоха включает:
- эпоху спорадических гонений (при Домициане, Антонинах и Северах) и
- эпоху гонений универсальных, имевших целью уничтожение христианской Церкви (в смутный период и при Диоклетиане).

В первые два века христианской истории законов против христиан не принималось, а преследования проводились лишь по инициативе местных властей. В восточных провинциях империи христиан не отличали от иудеев и отношение властей зависело от того, усматривалась ли угроза общественному порядку в конкретных проповедниках. К III веку ситуация изменилась. Императоры и региональные чиновники стали активно и по собственной инициативе преследовать христиан. Те, в свою очередь, тоже изменились, среди них появились состоятельные и знатные граждане империи.
Гонения в западной части империи продолжались до 305 года, в восточной — до 311 года.

## Численность христиан
По оценкам Родни Старка, число христиан росло примерно на 40 % за десятилетие в течение I и II веков (в среднем 3,42 % в год).
| Год | Количество христиан | % населения империи |
| --- | ------------------- | ------------------- |
| 40  | 1000                | 0,0017              |
| 50  | 1400                | 0,0023              |
| 100 | 7530                | 0,0126              |
| 150 | 40 496              | 0,07                |
| 200 | 217 795             | 0,36                |
| 250 | 1 171 356           | 1,9                 |
| 300 | 6 299 832           | 10,5                |
| 350 | 33 882 008          | 56,5                |